# Gerard van der Wel
Gerardus Johannes (Gerard) van der Wel (Den Haag, 5 januari 1885 – Bergen-Belsen, 31 mei 1945) was een Nederlandse atleet, die gespecialiseerd was in de middellange en lange afstand.

## Loopbaan
Van der Wel, die lid was van de Haagse atletiekvereniging Vlug en Lenig, maakte deel uit van de Nederlandse afvaardiging naar de Olympische Spelen van 1920 in Antwerpen, waar hij uitkwam op de 5000 m. Hierin werd hij, als enige Nederlandse deelnemer aan dit nummer, in de vierde serie eliminaties als negende en laatste uitgeschakeld.
Gerard van der Wel werd vijfmaal kampioen, waarvan tweemaal op de 1500 m en driemaal op de 5000 m. Op dit laatste nummer had hij echter de pech, dat hij twee van de drie keren de Nederlandse titel niet kreeg toegekend, omdat de gestelde limiet niet was gehaald. Op de 3000 m vestigde hij in 1920 met een tijd van 9.17,6 een nieuw Nederlands record, dat zes jaar overeind bleef. Hierop een nationale titel halen was echter niet mogelijk voor Van der Wel, aangezien de 3000 m niet voorkwam in het programma van de Nederlandse kampioenschappen.
Van der Wel overleed op 60-jarige leeftijd tijdens de Tweede Wereldoorlog in het concentratiekamp in Bergen-Belsen.

## Nederlandse kampioenschappen
| Onderdeel | Jaar               |
| --------- | ------------------ |
| 1500 m    | 1918, 1921         |
| 5000 m    | 1919, 19201, 19211 |

1Titel niet toegekend, omdat de limiet niet was gehaald